# Каламбака
Каламбака (на гръцки: Καλαμπάκα) е град в Централна Гърция, център на дем Метеора в област Тесалия. Разположен е на река Саламврия, на 50 km западно от Лариса. Непосредствено на север от града се намира скалното образувание и манастирски комплекс Метеора. Населението на Каламбака е 7392 души (2001).

## История
На територията на Каламбака се намира и несъществуващият днес средновековен град Стаги (Στάγοι), център на православна епархия. За известно време през XI век тя е част от Охридската архиепископия.
Запазена е средновековната черква от Х-ХІ в. „Успение на Пресвета Богородица“. Тя е изградена върху руините на раннохристиянска черква, от която е запазена част от мозаечната подова настилка. При строежа на черквата вторично са били употребени материали от античния храм на Аполон. Черквата представлява трикорабна безкуполна базилика. Запазени са фрески от ХІІв., както и стенописи от 1573 г. зографисани от свещениците Кириязис и Неофит, синове на иконописеца Теофан Критски. Забележителност на храма е мраморният амвон с две стълби. В олтара се намира синтронът, под който има тайник, където християните се криели по време на опасност. Запазен е също дърворезбованият иконостас.